# Zentralblatt MATH
Zentralblatt MATH (en alemán "revista central de matemáticas") es un servicio de clasificación, reseña y archivo de publicaciones en matemática pura y aplicada. La base de datos de Zentralblatt MATH, situada en la oficina editorial de Berlín del instituto FIZ Karlsruhe, se actualiza diariamente. El servicio depende de la Sociedad Matemática Europea, el Fachinformationszentrum Karlsruhe y la Academia de las Ciencias de Heidelberg y es publicado por Springer Science+Business Media. 
Zentralblatt MATH es, junto con Mathematical Reviews, uno de los mayores servicios de archivo y reseña en el campo de las matemáticas. Los artículos se clasifican de acuerdo a la Clasificación de tópicos en matemáticas (MSC). El objetivo es proporcionar información bibliográfica precisa y completa sobre cualquier publicación de relevancia para las matemáticas, así como clarificar la importancia de la misma por medio de reseñas. Los autores de las reseñas son investigadores en activo que realizan este trabajo de forma voluntaria o a cambio de pequeñas compensaciones. El mecanismo de revisión por pares (peer review) asegura que los artículos son revisados por matemáticos expertos que los explican al resto de la comunidad matemática, destacando su relevancia o, en ocasiones, sus errores. Las reseñas están escritas principalmente en inglés, aunque acepta algunas contribuciones en alemán y francés son también aceptadas.
El acceso completo a Zentralblatt MATH requiere una suscripción al servicio. Sin embargo, los tres primeros resultados de cualquier búsqueda en la base de datos son accesibles de forma gratuita sin subscripción, al igual que los resultados de búsqueda en la base de datos de autores.
Actualmente, la base de datos de Zentralblatt MATH contiene alrededor de 3 millones de entradas bibliográficas e indexa publicaciones provenientes de más de 3500 revistas y 1100 publicaciones periódicas desde 1868, lo que le convierte en el servicio de archivo más antiguo y completo en el campo de las matemáticas.

## Historia
Zentralblatt MATH fue fundada en 1931 por los matemáticos Richard Courant, Otto Neugebauer y Harald Bohr, bajo el nombre Zentralblatt für Mathematik und ihre Grenzgebiete (Revista central de matemáticas y temas relacionados). En parte, el servicio se creó como alternativa al ya existente Jahrbuch über die Fortschritte der Mathematik (Anuario sobre el progreso de las matemáticas) que desde 1868 venía realizando un servicio similar, publicado anualmente y sólo en alemán. Mientras que el Jahrbuch compilaba artículos centrándose principalmente en la completitud y clasificación de todos las publicaciones de un año, los objetivos de Zentralblatt MATH primaban la prontitud e internacionalidad.
El incremento de publicaciones matemáticas después de la Primera Guerra Mundial y en los años 1920 provocó que las reseñas de artículos aparecieran en el Jahrbuch a veces con años de retraso, lo que hizo que Zentralblatt MATH, con su periodicidad mensual, ganara relevancia. El Jahrbuch dejó de publicarse en 1942; posteriormente su contenido con 200,000 entradas fue digitalizado y puede encontrase en la base de datos de Zentralblatt MATH. 
Durante los años del ascenso nazi al poder en Alemania, Zentralblatt MATH experimentó cambio críticos. Neugebauer pasó a ser considerado persona non grata y se intentó prohibir la publicación de autores judíos, así como su participación en la creación de reseñas. Neugebauer dimitió de su puesto de editor y finalmente emigró a Estados Unidos, donde en 1939 fundó el servicio alternativo Mathematical Reviews.
Tras la Segunda Guerra Mundial y la división de Alemania en dos países, el servicio de Zentralblatt MATH continuó ininterrumpidamente, incluso aunque sus dos oficinas estaban separadas por el muro de Berlín. En la actualidad la sede del servicio sigue estando en Berlín aunque este depende del instituto FIZ Karlsruhe.